# Bas Wiegers
Bas Wiegers (3 januari 1974) is een Nederlands violist en dirigent.

## Opleiding
Hij studeerde viool aan het Conservatorium van Amsterdam bij Johannes Leertouwer en Peter Brunt en orkestdirectie bij Roland Kieft. In 1999 ontving hij de Kersjes van de Groenekan Beurs, waardoor hij verder kon studeren aan de Hochschule für Musik Freiburg, Duitsland bij de violist Rainer Kussmaul.

## Dirigent / Violist
Wiegers was als violist jaren lid van het Asko Ensemble. Daarnaast was hij te gast in verschillende ensembles, zoals het Schönberg Ensemble, het Ives Ensemble en het Remix Ensemble (Portugal). Op authentieke instrumenten speelde hij onder andere in Anima Eterna en het orkest van de Nederlandse Bachvereniging. Met pianiste Nora Mulder vormt hij Duo 7090. In november 2007 brachten zij de cd Béton Armé uit, met kamermuziek van Iannis Xenakis. Ook was hij meerdere malen als solist te horen. In maart 2000 debuteerde hij in de Grote Zaal van het Concertgebouw in Amsterdam met het vioolconcert van Theo Loevendie.
Wiegers leidde vele ensembles en orkesten, waaronder het Residentie Orkest, het Nederlands Philharmonisch Orkest, HET Symfonieorkest, Het Gelders Orkest, Amsterdam Sinfonietta, Athens State Orchestra, Symphony Orchestra of Guanajuato, Asko Schönberg, Britten Sinfonia, MusikFabrik, Klangforum Wien, het Nieuw Ensemble en Slagwerk Den Haag.
Hij werkte samen met gerenommeerde solisten als Claron McFadden, Cora Burggraaf, Liza Ferschtman, Remy van Kesteren, Eric Vloeimans, Bart Schneemann, Branford Marsalis en Anssi Kartunen, alsook met singer-songwriters Janne Schra (met het Residentie Orkest), en Wende (met het Gelders Orkest). Ook actief op het gebied van opera, dirigeerde Wiegers Mozarts “Cosí fan tutte”, Brittens "Noye´s Fludde", Poulencs "Les Mamelles de Tirésias" en "La Voix Humaine", en Kyriakides’ "An Ocean of Rain".
Wiegers was te gast bij diverse internationale festivals zoals het Gaudeamus Festival, het Huddersfield Contemporary Music Festival, het London Almeida Festival en Aldeburgh Music Festival. Zeer actief in de wereld van nieuwe muziek werkte Wiegers nauw samen met Louis Andriessen, George Benjamin, Michael Finnissy, Oliver Knussen, Theo Loevendie, Martijn Padding, Klas Torstensson, Klaas de Vries en vele anderen.
In 2009 ontving Wiegers de beurs voor dirigenten van het Kersjesfonds.
In september 2012 werkte Wiegers onder Peter Eötvös met het Koninklijk Concertgebouworkest als tweede dirigent in Charles Ives’ Fourth Symphony. Hij was assistent-dirigent van ditzelfde orkest onder Mariss Jansons in Edgard Varèses “Amériques”, en onder Susanna Mälkki tijdens het Holland Festival 2012.
Op 12 en 13 oktober 2023 dirigeerde Wiegers voor het eerst volledige concerten bij het Koninklijk Concertgebouworkest met muziek van Maurice Ravel, Leo Smit én Theo Loevendie. 
- Gemeinsame Normdatei: 1165822970
- MusicBrainz: dff012b0-f9b5-4a13-a0c4-588a9d70e3ab
- Virtual International Authority File: 3828153596636751900008
- WorldCat: E39PBJcR98qTF34vxBmXDDhWDq